# Stewart Farrar
Stewart Farrar (28 de junio de 1916 - 7 de febrero de 2000) fue un autor de libros de la Wicca alejandrina de origen inglés. Junto a su esposa, Janet Farrar, fue un influyente autor neopagano y maestro. De acuerdo a George Knowles, "un setenta y cinco por ciento de los wiccanos tanto en la República como en Irlanda del Norte puede trazar sus raíces hasta los Farrar". Periodista, guionista y veterano de la Segunda Guerra Mundial, Farrar también publicó un número de trabajos de ficción, incluyendo novelas detectivescas, muchas de las cuales tienen que ver con el ocultismo y la brujería.

## Primeros años y carrera
Farrar nació en Essex en 1916. Se desarrolló como cristiano científico, pero a la edad de veinte años renunció a la religión en favor del agnosticismo en el cual se mantuvo hasta que se adhirió a la brujería. Farrar asistió a la City of London School, una escuela para chicos. Se graduó del University College, de Londres en 1937, con un grado en periodismo. En la universidad Farrar se desempeñó como presidente de la Unión de Periodismo de la Universidad de Londres y editor de la revista London Union Magazine.
En 1939 se convirtió en voluntario del ejército británico. Sirvió como instructor de tiro antiaéreo en la Segunda Guerra Mundial y escribió un manual de instrucciones para los fusiles Bofors. Luego del fin de la guerra, Farrar, entonces un Mayor, continuó trabajando para la milicia en Alemania como relacionista público y oficial de prensa de la Control Comission of Germany , en cooperación con la German Coal Board. Stewart Farrar fue uno de los primeros británicos en entrar al campo de concentración más grande de los Nazi, Auschwitz, una experiencia que Knowles considera influenció grandemente en sus creencias políticas y personales.
Farrar regresó a Inglaterra después de 1947. Comenzó su carrera de periodista y de 1953 a 1954 trabajó en la agencia noticiosa Reuters de Londres. En 1954, Farrar se unió al Partido Comunista Británico, y comenzó a reportar para el Daily Worker, órgano oficial del partido, pero abandonó tanto el periódico como el partido en protesta por la responsabilidad soviética en la Revolución Húngara de 1956. Por los siguientes seis años, Farrar trabajó para la Associated British-Pathe y A.B.C. Televisión como guionista. También fue colaborador externo de la British Broadcasting Company (BBC). Sus escritos para la BBC durante los años '60 y '70 incluyó la premiada pieza para radio "Watch the Wall my Darling", la serie de televisión para niños "The Boy Merlin" y "Pity about the Abbey", una pieza para televisión coescrita con el poeta John Betjeman.
Farrar publicó su primera novela en 1958, The Snake on 99. Para finales de 1963 Farrar había publicado dos novelas detectivescas más, Zero in the Gate y Death in the Wrong Bed. También escribió una novela romántica Delphine, Be a Darling también publicada en 1963.
En 1969, una vez más Farrar trabajó como periodista en esta ocasión para el semanario Reveille. Fue una asignación de este periódico la cual introdujo a Farrar en la Wicca.

## Envolvimiento en la Wicca
Farrar fue enviado por Reveille para un reportaje del filme Legend of tha Witches (Leyenda de las Brujas). El reportaje fue atendido por Álex Sanders y Maxine Sanders, fundadores de la tradición Wicca alejandrina, quienes sirvieron de consejeros durante la creación del filme. De acuerdo a su biografía en mystica.com, Farrar fue "escéptico sobre la brujería pero estaba interesado en Sanders sobre la reunión con él". El periódico solicitó que Farrar entrevistara a Sanders y publicara la entrevista como una historia de dos partes. Sanders, "impresionado" con la entrevista invitó a Farrar a asistir a un ritual de iniciación de la Wicca alejandrina y lo animó a que escribiera un libro completo sobre Wicca. Farrar encontró la ceremonia digna y conmovedora. Farrar comenzó a trabajar en su primer libro de no-ficción, What Witches Do, y comenzó a tomar clases de brujería con los Sanders. Maxine Sanders recuerda a Farrar como "un hombre encantador, un estudiante sincero con una mente activa y flexible". Maxine Sanders también nota que es respondiendo a las preguntas para el libro de Farrar sobre cómo describe su práctica, que la Wicca alejandrina toma su nombre.
El 21 de febrero de 1970, Farrar fue iniciado en la Wicca alejandrina y se unió al coven de los Sanders. Farrar conoció a su futura esposa en el coven, entonces Janet Owen de treinta y cuatro años de edad. Janet Farrar afirma que la pareja fue elevada al segundo grado "en una casa desocupada en Sydenham" por los Sanders el 17 de octubre de 1970, y que el tercer y último grado de iniciación lo recibieron el 24 de abril de 1971. Estas fechas son disputadas por algunos revisionistas alejandrinos. What Witches Do fue publicada en 1971. El libro fue llamado "controversial" por la afirmación de Farrar de que Sanders tenía un "rango superior a Gerald Gardner y junto a Aleister Crowley y Eliphas Levi en términos de logros mágicos". Más tarde Farrar se retractó de esta afirmación.
Stewart Farrar y Janet Owen comenzaron a trabajar su propio coven en 1971, después de la ceremonia de iniciación en el tercer grado de la brujería, celebraron su "handfasting" (ceremonia matrimonial wiccana) en 1972, y su matrimonio civil en 1975. La cerermonia fue asistida por dos hijas y dos hijos de Stewart. Farrar tuvo siete matrimonios. El final de la década de los setenta vio la publicación de varias novelas más escritas por Farrar, todas las cuales eran novelas de ocultismo fantástico o ciencia ficción. Farrar dejó Reveille para perseguir una carrera como escritor independiente a tiempo completo en 1974. En 1976 los Farrar se mudaron a Irlanda para dejar atrás la agotadora vida de Londres. Vivieron en el condado Mayo y en el condado Wicklow, finalmente se establecieron en Kells, condado Meath. Ambos, esposo y esposa publicaron libros sobre la religión Wicca y la práctica de los coventículos. Su libro Eight Sabbats for Witches (Ocho Aquelarres para Brujas) (1981) incluye material que los autores reclaman que proviene del Libro de las Sombras alejandrino. Los Farrar con el apoyo de Doreen Valiente, argumentaron en el libro que aunque la publicación de este material rompe con el juramento de secretividad, esto se justifica por la necesidad de corregir la información errónea sobre la brujería. Los Farrar escribieron cuatro libros más sobre la Wicca.
Los Farrar regresaron a Reino Unido en 1988, pero para 1993 retornaron a Irlanda. Se unieron a Gavin Bone, un autor sobre temas mágicos, brujería, Wicca y neopaganismo. Los tres (Stewart, Janet y Gavin) fueron coautores de dos libros más, The Healing Craft y The Pagan Path, una investigación sobre muchas variedades de neopaganismo. En 1999 los Farrar recibieron los estatutos de la Iglesia Tabernáculo Acuariano de Irlanda, y fueron elevados al tercer nivel del clero. Stewart Farrar murió el 7 de febrero de 2000 después de una breve enfermedad.

## Con Janet Farrar
Los siguientes son libros de no-ficción.
- A Witches' Bible: The Complete Witches' Handbook (1981)Robert Hale, Londres
- Eight Sabbats for Witches (1981) Robert Hale, Londres
- The Witches' Way Robert Hale, Londres (1984)
- The Witches' Goddess: The Feminine Principle of Divinity (1987) Robert Hale, Londres
- The Life and Times of a Modern Witch (1987) Piatkus Books, Londres
- The Witches' God: Lord of the Dance (1989) Robert Hale, Londres
- Spells and How They Work (1990) Robert Hale, Londres

## Con Janet Farrar y Gavin Bone
- Pagan Path: The Wiccan Way of Life (1995) Phoenix Publishing
- The Healing Craft: Healing Practices for Witches and Pagans (1999) Publicaciones Phoenix Inc., Custer, WA
- The Complete Dictionary of European Gods and Goddesses (2000) Capall Bann Publishers